# Victor Weidtman (Jurist)

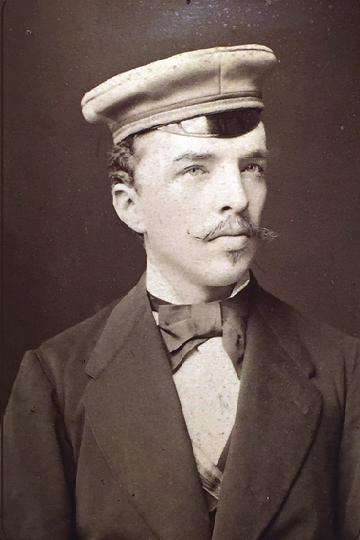
Viktor Weidtman

Victor Weidtman (* 18. September 1853 in Elberfeld (heute zu Wuppertal); † 17. Dezember 1926 in Berlin) war ein deutscher Industriejurist. Er setzte sich vor allem für die Knappschaften ein.

## Leben
Weidtmans Eltern waren der Rechtskonsulent Joseph Wolfgang Hubert Weidtman und seine Ehefrau Margaretha geb. Wallerath. Es wird eine entfernte Verwandtschaft zu Julius Weidtman, dem Gründer der Maschinenfabrik Deutschland, und die Abstammung aus der Ratinger Orgelbauerfamilie Weidtman vermutet.
Victor Weidtman besuchte das Gymnasium Elberfeld, das Städtische Gymnasium Rheinbach und das Engelbert-Kaempfer-Gymnasium in Lemgo. Danach studierte er Rechtswissenschaft an der Albert-Ludwigs-Universität Freiburg, der Rheinischen Friedrich-Wilhelms-Universität Bonn, der Universität Leipzig und der Friedrichs-Universität Halle. Er war Angehöriger der Corps Lusatia Leipzig, Rhenania Freiburg und Guestphalia Bonn. Er promovierte zum Doktor der Rechtswissenschaften (Dr. jur.). Nach Ableistung seines Militärdienstes nahm er am 9. Juni 1877 die Tätigkeit eines Gerichtsreferendars auf. Am Amtsgericht Barmen wurde er am 22. November 1882 zum Gerichtsassessor ernannt.
Danach ließ er sich als Rechtsanwalt in Elberfeld nieder. Bei der Verwaltung der indirekten Steuern in Köln und Aachen betätigte er sich 1884 im Dienstrang eines Regierungsassessors. Im Jahre 1885 wechselte er nach Saarbrücken und nahm dort die Position eines Justiziars bei der Königlichen Bergwerksdirektion Saarbrücken ein. Im Jahr 1887 wurde er zum Bergrat ernannt. Am 1. Januar 1888 wechselte er als erster Justiziar zum Oberbergamt Dortmund.
Er war mit Adele Grach (1862–1944), Tochter des Trierer Kammergerichtspräsidenten Emmerich Grach und seiner Ehefrau Franziska Holinglus-Pypels, verheiratet. Das Ehepaar hatte gemeinsam drei Töchter und zwei Söhne. Die Tochter Maria (* 1886) heiratete den Landgerichtsrat Hugo Cadenbach, deren gemeinsamer Sohn der spätere Aachener Privatbankier und Diplomat Hugo Cadenbach war. Seine Enkeltochter Ingeborg Cadenbach war mit dem Maschinenbauingenieur Fritz Schultz-Grunow verheiratet. Einer der beiden Söhne war der spätere für die Deutsche Bank in Sofia und Istanbul tätige Bankier Hans Weidtman. Sein Enkelsohn Victor Weidtman war ein bekannter Kinderarzt und Hochschullehrer. Die Familie Weidtman erwarb 1908 das Schloss Rahe in Laurensberg, das bis 1979 im Familienbesitz verblieb.
Adele Weidtman wurde als Wohltäterin und Förderin des damaligen Heimatvereins Laurensberg im Jahre 1932 die Ehrenbürgerwürde von Laurensberg verliehen, außerdem wurde eine Straße nach ihr benannt.
Victor Weidtman starb mit 73 Jahren und wurde in Aachen beigesetzt.

## Leistungen
Kurz nach seinem Amtsantritt beim Oberbergamt Dortmund brach der Bergarbeiterstreik von 1889 aus. Weidtman wurde mit der Untersuchung der Ursachen beauftragt. Er übte außerdem die Aufsicht über die knappschaftlichen Unterstützungsvereine auf und trug in dieser Funktion zur Verschmelzung des Märkischen, des Essen-Werden’schen und des Mülheimer Knappschaftsvereins zum Allgemeinen Knappschafts-Verein zu Bochum im Jahr 1890 bei. Die Übertragung der reichsgesetzlichen Invaliden- und Angestelltenversicherung an den Verein geht ebenfalls auf Weidtman zurück. Im Auftrag des preußischen Handelsministeriums erwarb er die Zechen Waltrop und Vereinigte Gladbeck, wofür ihm 1901 der Titel Geheimer Bergrat verliehen wurde.
Zum 1. Juli 1893 verließ er den Staatsdienst und wurde Direktor der Maschinenfabrik Schüchtermann & Kremer in Dortmund, die in erster Linie Maschinen für den Bergbau produzierte. Gleichzeitig wurde er in den Vorstand des Allgemeinen Knappschaftsvereins berufen. Im Jahr 1895 nahm er Aufgaben als Generalbevollmächtigter der Schüchtermann-Schiller’schen Familienstiftung wahr, in der das Firmenvermögen der Maschinenfabrik Schüchtermann & Kremer lag. Unweit der Fabrik lag auch die Zinkhütte Dortmund der Gesellschaft für Bergbau und Zinkfabrikation zu Stolberg und in Westfalen unter der Leitung des ebenfalls aus Elberfeld stammenden Wilhelm von der Heydt. Inwieweit Weidtman dort zu dieser Zeit tätig war, ist zweifelhaft, allerdings nennt ihn eine Festschrift der Industrie- und Handelskammer zu Dortmund als Vertreter der Zinkhütte und nicht der Fabrik Schüchtermanns.
Bei der IHK Dortmund wurde Weidtman am 8. Dezember 1897 ehrenamtlicher Schriftführer, am 22. September 1903 wurde er zum unbesoldeten Dortmunder Stadtrat gewählt. Politisch betätigte er sich in der Deutschen Volkspartei. Bereits am 11. November 1903 legte er sein Amt bei der IHK nieder, da er die Firma Schüchtermann & Kremer verlassen wollte. Sein Nachfolger wurde Ernst Schweckendieck.
Am 1. Januar 1904 siedelte er wieder nach Elberfeld über und verlor damit auch sein Mandat in Dortmund. In Elberfeld wurde er leitender Direktor der Bergisch-Märkischen Bank. Im April 1906 wurde er Vorsitzender des Allgemeinen Knappschaftsvereins, im Juli desselben Jahres wechselte er als Generaldirektor zur Gesellschaft für Bergbau und Zinkfabrikation zu Stolberg und in Westfalen nach Aachen, bei der er 20 Jahre lang tätig war, zuletzt als Mitglied des Aufsichtsrats. Auch in Aachen übernahm er wieder Aufgaben in der örtlichen Handelskammer.
Gleichzeitig erwarb er sich große Verdienste um die Fürsorge für die Knappschaftsversicherung. In Anerkennung dieser Tätigkeiten wurde er im Jahr 1910 zum Mitglied im Preußischen Herrenhaus aus „Allerhöchstem Vertrauen auf Lebenszeit“. Ihm gelang 1916 die Vereinigung sämtlicher preußischer Knappschaftsvereine zum knappschaftlichen Rückversicherungsverband. Nach dem Ersten Weltkrieg bereitete er den Gesetzentwurf zum Reichsknappschaftsgesetz vor. Im Jahr 1919 wurde er als Abgeordneter für den Wahlkreis Köln-Aachen in die Weimarer Nationalversammlung gewählt. Mit der Annahme des Reichsknappschaftsgesetzes 1923 wurde er zum Reichskommissar zur Durchführung des Reichsknappschaftsgesetzes berufen. Dieses Ehrenamt nahm er trotz seines hohen Alters an, ebenso wie er ein Jahr später Präsident der Aachener Industrie- und Handelskammer wurde.
Victor Weidtman hatte mehrere Aufsichtsratsmandate inne, vor allem in der Montanindustrie, aber beispielsweise auch bei der Deutschen Bank. Er gehörte dem Verein für die bergbaulichen Interessen im Oberbergamtsbezirk Dortmund und dem Zechenverband an.

## Auszeichnungen
Die Technische Hochschule Aachen verlieh ihm die Ehrendoktorwürde der Ingenieurwissenschaften (Dr.-Ing. E.h.). Von der Rheinischen Friedrich-Wilhelms-Universität Bonn erhielt er 1923 die Ehrendoktorwürde der Medizin (Dr. med. h. c.) für seine Verdienste um die Gesundheit der Bergleute.